# 上田西高等学校
上田西高等学校（うえだにしこうとうがっこう）は、長野県上田市下塩尻にある私立高等学校である。旧称は上田城南高等学校。

## 前史
- 上田地域に私立高等学校の設立を求める多年にわたる地域住民の要望を受けて、1959年に元上田市長の水野鼎蔵を中心に私立高等学校設立準備会が発足。準備会により設立認可を待たずして校舎建設・校地整備に着手。1960年、水野を理事長とする学校法人上田学園設立認可。同年、上田城南高等学校設立認可され直ちに開校した。

## 沿革
- 1960年（昭和35年）4月 - 上田市上田原に上田城南高等学校として開校。
- 1986年（昭和61年）8月 - 上田市下塩尻の長野県蚕業試験場跡地（現在の校地）を長野県より買収し、移転決定。
- 1987年（昭和62年）3月 - 校地移転、上田西高等学校と改称。
  - 旧校地は上田原の灌漑用溜池「長池」の東側にあり、移転後は積水ハウスにより住宅地（ライブシティ長池公園団地[1]）として開発され、1992年までに分譲された。
- 2010年（平成22年） - 創立50周年を迎える。
- 2013年 (平成25年) ‐ 野球部が第95回全国高等学校野球選手権大会に出場。甲子園初出場を果たす。
- 2018年 (平成30年) - サッカー部が第96回全国高等学校サッカー選手権大会にて長野県勢初の準決勝進出を決める（準々決勝進出自体、長野県勢では41年ぶりのことであった）。

## 学科
- 全日制普通科
  - （進学コース（旧名 I類））
  - （特進コース（旧名 II類））
    - 略称は進学、特進。
    - 2012年から進学コース、特進コースの呼び方に変わった。
    - 2011年入学生まではI類、II類。

## 部活動
体育会系クラブ
- サッカー部

2002年茨城総体インターハイ出場(1回戦敗退)
第84回全国高等学校サッカー選手権大会出場（1回戦敗退）
第96回全国高等学校サッカー選手権大会出場（第3位）
第103回全国高等学校サッカー選手権大会出場（ベスト8）
- 硬式野球部

2013年夏:第95回全国高等学校野球選手権大会出場（1回戦敗退）
2015年夏:第97回全国高等学校野球選手権大会出場（2回戦敗退）
2021年春:第93回選抜高等学校野球大会出場（1回戦敗退）
2023年夏:第105回全国高等学校野球選手権大会出場（1回戦敗退）
- 軟式野球部

第55回全国高等学校軟式野球選手権大会出場（1回戦敗退）
第56回全国高等学校軟式野球選手権大会出場（1回戦敗退）
第59回全国高等学校軟式野球選手権大会出場（1回戦敗退）
第60回全国高等学校軟式野球選手権大会出場（ベスト4）
第61回全国高等学校軟式野球選手権大会出場（ベスト4）
第63回全国高等学校軟式野球選手権大会出場（ベスト4）
- レスリング部
- サッカー部男子
- サッカー部女子
- 硬式テニス部
- 男子バスケットボール部
- 女子バスケットボール部
- 男子バレーボール部
- 女子バレーボール部
- 剣道部
- ハンドボール部
- 卓球部
- 陸上部
- バドミントン部
- 山岳部
- アーチェリー部
- フットサル部
- チアリーダー部

文化系クラブ
- Dプロジェクト
- 軽音楽部
- 吹奏楽部
- 美術部
- JRC部
- 書道部
- 茶道部
- 華道部
- 家庭科部
- ECC部
- 文芸部
- 生物同好会
- パソコン同好会

## 校歌
- 校歌（作詞：野上彰 作曲：兎束武雄）

## 著名な出身者

### スポーツ
- 雄太 - 元プロ野球選手（中日ドラゴンズ）
- 藤澤亨明 - 元プロ野球選手（埼玉西武ライオンズ－愛媛マンダリンパイレーツ）
- 白倉キッサダー - 元社会人野球選手タイ代表
- 市川貴之 - 元プロ野球選手（信濃グランセローズ）
- 齋藤尊志 - プロ野球選手（栃木ゴールデンブレーブス）
- 高寺望夢 - プロ野球選手（阪神タイガース）
- 笹原操希 - プロ野球選手（読売ジャイアンツ）
- 横山聖哉 - プロ野球選手（オリックス・バファローズ）
- 権田琉成 - プロ野球選手（オリックス・バファローズ）
- 小澤光 - 元サッカー選手（横浜スポーツ&カルチャークラブ）
- 松田康佑 - 元サッカー選手（横浜スポーツ&カルチャークラブ）
- 高田一憲 - 元サッカー選手（AC長野パルセイロ－アルテリーヴォ和歌山）
- 藤森亮志 - サッカー選手（AC長野パルセイロ）
- 根本凌 - サッカー選手（湘南ベルマーレ－栃木SC）
- 西澤ヨシノリ - プロボクサー
- 平原果歩 - 元バレーボール選手（ルートインホテルズ Brilliant Aries）
- 和田彩未 - 元アーティスティックスイミング選手。パリ五輪日本代表
- Eita - プロレスラー（プロレスリング・ノア）

### その他
- 海野紀恵 - 元山梨放送アナウンサー
- 塩野谷有紀 - ゆうがたGet!リポーター

## 姉妹提携校
- セントラルコーストグラマースクール（オーストラリア / ニューサウスウェールズ州 / ゴスフォード）Central Coast Grammar School
- 天津市第二中学校（中華人民共和国 / 天津市）

## 創立50周年
- 2010年（平成22年）10月23日　創立50周年記念式典
  - 上田西高等学校　創立50周年記念事業アーカイブ

## 最寄駅
- しなの鉄道しなの鉄道線：西上田駅